# Vasili Stankovich
Vasili Vasilovich Stankovich (Irshava, URSS, 25 de abril de 1946) es un deportista soviético que compitió en esgrima, especialista en la modalidad de florete.
Participó en tres Juegos Olímpicos de Verano entre los años 1968 y 1976, obteniendo dos medallas, plata en México 1968 y plata en Múnich 1972. Ganó siete medallas en el Campeonato Mundial de Esgrima entre los años 1969 y 1974.

## Palmarés internacional
| Juegos Olímpicos   | Juegos Olímpicos          | Juegos Olímpicos  | Juegos Olímpicos    |
| Año                | Lugar                     | Medalla           | Prueba              |
| ------------------ | ------------------------- | ----------------- | ------------------- |
| 1968               | Ciudad de México (México) | Medalla de plata  | Florete por equipos |
| 1972               | Múnich (RFA)              | Medalla de plata  | Florete por equipos |
| Campeonato Mundial |                           |                   |                     |
| Año                | Lugar                     | Medalla           | Prueba              |
| 1969               | La Habana (Cuba)          | Medalla de oro    | Florete por equipos |
| 1969               | La Habana (Cuba)          | Medalla de plata  | Florete individual  |
| 1970               | Ankara (Turquía)          | Medalla de oro    | Florete por equipos |
| 1971               | Viena (Austria)           | Medalla de oro    | Florete individual  |
| 1971               | Viena (Austria)           | Medalla de bronce | Florete por equipos |
| 1973               | Gotemburgo (Suecia)       | Medalla de oro    | Florete por equipos |
| 1974               | Grenoble (Francia)        | Medalla de oro    | Florete por equipos |